# Oktett (datavetenskap)
Oktett är inom datavetenskap är en sekvens av åtta bitar.
Ordet används ofta synonymt med byte, men antalet bitar i en byte kan variera beroende på datorarkitektur medan en oktett alltid är åtta bitar. Termen är väl etablerad inom standarder för datakommunikation (till exempel request for comment, RFC), där det är viktigt att använda exakt terminologi.